# X-Kaliber 2097
 (août 2015).
 (août 2015).
Si vous disposez d'ouvrages ou d'articles de référence ou si vous connaissez des sites web de qualité traitant du thème abordé ici, merci de compléter l'article en donnant les références utiles à sa vérifiabilité et en les liant à la section « Notes et références ».
X-Kaliber 2097, ou Sword Maniac (ソード・マニアック, Sōdo Maniakku) au Japon, est un jeu vidéo d'action-plates-formes 2D, développé par Fupac, Winds, et Opus. Il est sorti sur Super Famicom le 11 février 1994 au Japon, suivi de l'Europe et l'Amérique du Nord.

## Synopsis
Le jeu se déroule en 2097 à Neo New York, dans un futur chaotique où la ville décadente est contrôlée par la pègre et son chef Raptor. Slash et Alix sont les seuls agents non corrompus des Forces Spéciales de la ville. Le protagoniste, Slash (Gear dans la version japonaise), possède une épée magique, X-Kaliber, qui attise la convoitise de Raptor. Pour s'en emparer, Raptor fait kidnapper Alix afin de piéger Slash, qui part à sa rescousse.

## Système de jeu
Le joueur doit progresser avec Slash et son épée à travers six niveaux, infestés de Morphs, les sbires robotisés de Raptor. De nombreuses différences existent entre la version japonaise et les autres versions du jeu, en particulier les noms des personnages, la musique, et certains graphismes sont censurés.